# 푸레우도르징 세르담바
푸레우도르징 세르담바(몽골어: Пүрэвдоржийн Сэрдамба, 1985년 4월 18일~)는 몽골의 권투 선수로 2008년 하계 올림픽 라이트플라이급에서 은메달을 획득했다. 또한 세계 선수권 대회에서 금메달 1개, 동메달 1개, 아시아 선수권 대회에서 금메달 1개를 획득했다.